# Antoniuskors

Antoniuskors.

Antoniuskorset är ett T-format kors som fått sitt namn efter Antonios Eremiten som under 300-talet använde ett sådant för att driva ut demoner.

## Bilder

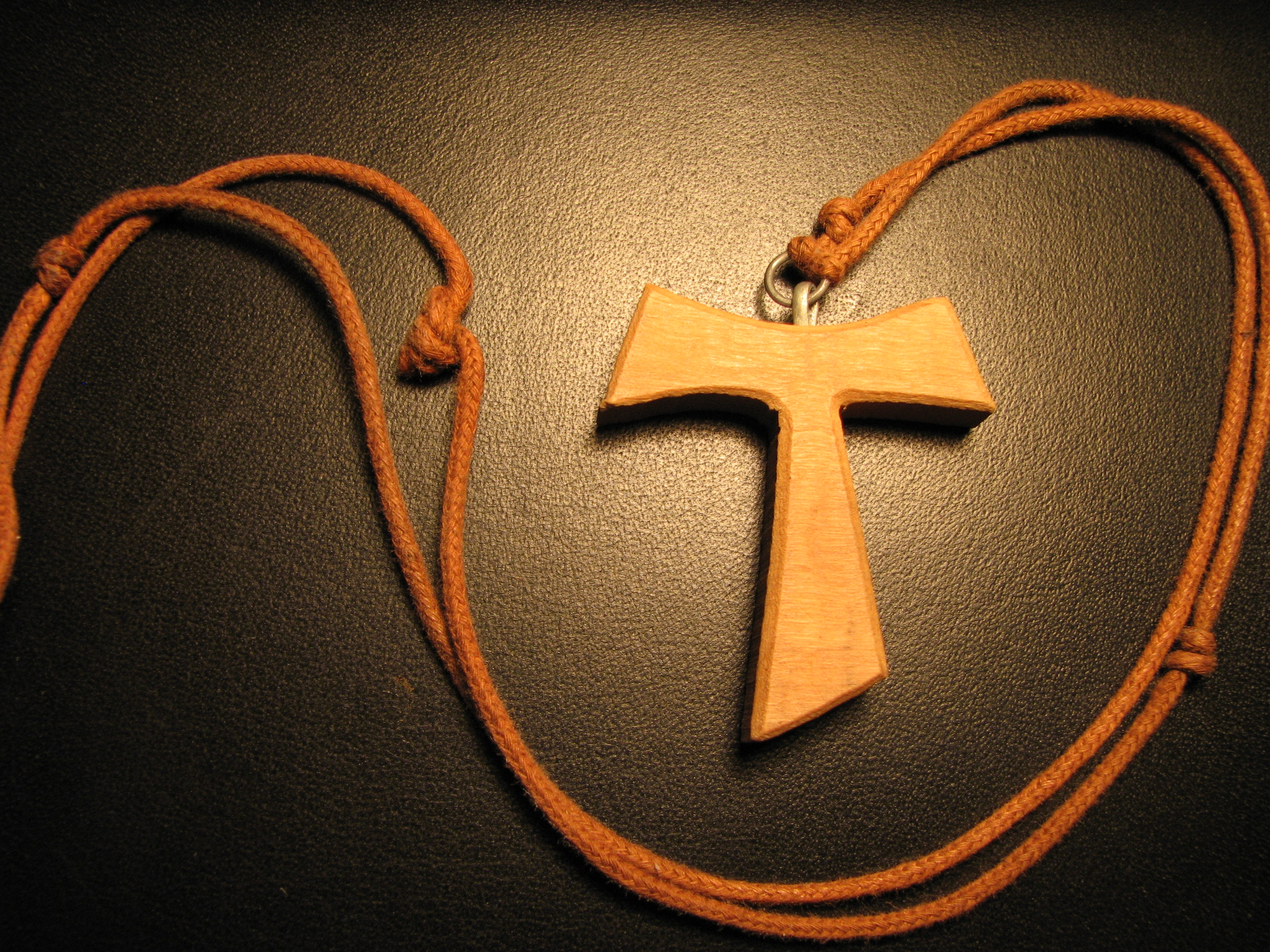
T-kors hos Franciskanorden.